# معلولیت در لسوتو
بر پایه آمار سال ۲۰۰۱، حدود ۴٫۲٪ از جمعیت لسوتو دارای نوعی از ناتوانی هستند، که یک‌ سوم آن‌ها را کودکان زیر ۱۵ سال تشکیل می‌دهند.

## طبقه‌بندی
بیشتر افراد دارای ناتوانی در این کشور با اختلالاتی در بینایی، شنوایی، تحرک، حافظه، مراقبت از خود یا ارتباط برقرار کردن مواجه هستند.

## قانون و سیاست
بخش ۳۳ قانون اساسی لسوتو بندی را برای بازتوانی، آموزش و اسکان اجتماعی افراد دارای ناتوانی در نظر گرفته است. لسوتو در تاریخ ۲ دسامبر ۲۰۰۸ به کنوانسیون حقوق افراد دارای معلولیت وابسته به سازمان ملل متحد پیوست. «سیاست ملی ناتوانی و بازتوانی»با هدف راهنمایی دولت لسوتو در طراحی برنامه‌ها و مداخلات خاص برای افراد دارای ناتوانی تدوین شده است.

## حمایت و دفاع از حقوق
فدراسیون ملی سازمان‌های افراد دارای ناتوانی در لسوتو در سال ۱۹۸۹ به‌عنوان نهاد چتر و هماهنگ‌کننده‌ی اصلی سازمان‌های فعال در زمینه ناتوانی تأسیس شد. اعضای این فدراسیون عبارت‌اند از: «انجمن ملی افراد دارای ناتوانی جسمی لسوتو» (LNAPD)، «انجمن ناتوانی ذهنی لسوتو» (IDAL)، «اتحادیه ملی افراد دارای اختلال بینایی لسوتو» (LNLVIP) و «انجمن ملی ناشنوایان در لسوتو» (NADL).

## اشتغال
بیش از ۶۵٪ از افراد دارای ناتوانی در لسوتو برای گذران زندگی روزمرهٔ خود به خانواده‌های نزدیک و همسایگانشان وابسته هستند.

## ورزش
لسوتو نخستین حضور خود در بازی‌های پارالمپیک را در بازی‌های پارالمپیک تابستانی ۲۰۰۰ در سیدنی تجربه کرد. این کشور از آن زمان تاکنون در تمام دوره‌های بازی‌های پارالمپیک تابستانی شرکت کرده‌است، اما هرگز در پارالمپیک زمستانی حضور نیافته‌است. لسوتو تاکنون موفق به کسب مدال در بازی‌های پارالمپیک نشده‌است.